# Paragephyraulus diplotaxis
Paragephyraulus diplotaxis är en tvåvingeart som beskrevs av Solinas 1982. Paragephyraulus diplotaxis ingår i släktet Paragephyraulus och familjen gallmyggor.
Artens utbredningsområde är Italien. Inga underarter finns listade i Catalogue of Life.